# Craspedostethus rufiventris
Craspedostethus rufiventris is een keversoort uit de familie kniptorren (Elateridae). De wetenschappelijke naam van de soort is voor het eerst geldig gepubliceerd in 1898 door Otto Schwarz. De soort werd aangetroffen in Kameroen.